# Centaurea langeana
Centaurea langeana é uma espécie de planta com flor pertencente à família Asteraceae. 
A autoridade científica da espécie é Willk., tendo sido publicada em Prodromus Florae Hispanicae 2: 157. 1865.

## Portugal
Trata-se de uma espécie presente no território português. Em termos de naturalidade é endémica da Península Ibérica. Não se encontra protegida por legislação portuguesa ou da Comunidade Europeia.[carece de fontes?]